# Maria (död 751)
Maria, född okänt år, död 751, var en bysantinsk kejsarinna, gift med kejsar Konstantin V.
Mycket lite är känt om Maria. Konstantin gifte sig med henne sedan hans första maka avlidit i barnsäng efter födseln av deras enda barn i januari 750. Datumet för hans bröllop med Maria är inte känt, men det tycks ha varit redan under samma år, 750. 
Det tycks inte som om paret fick några barn. Maria uppges ha avlidit vid samma tid som hennes styvson Leo IV kröntes till sin fars medkejsare, och det var 6 juni 751. 